# Коземов, Олег Леонидович
Олег Леонидович Коземов (8 июня 1967, Воронеж) — советский и российский футболист, выступавший на позиции нападающего и полузащитника. Сыграл три матча в высшей лиге СССР.

## Биография
Воспитанник воронежского футбола. В 16-летнем возрасте начал выступать за дубль «Факела» в турнире дублёров первой лиги. В 1984—1985 годах выступал во второй лиге за воронежскую «Стрелу».
Летом 1985 года вернулся в «Факел», который в том сезоне выступал в высшей лиге. Дебютный матч на высшем уровне сыграл 19 июня 1985 года против минского «Динамо», выйдя на замену на 59-й минуте вместо Оганеза Мхитаряна. Всего в высшей лиге сыграл три матча, также провёл 8 матчей (1 гол) в турнире дублёров.
В дальнейшем выступал в низших дивизионах чемпионата СССР за «Химик» (Семилуки), «КАМАЗ» и воронежский «Буран». В 1992 году перешёл в пятигорский «Машук», позднее переименованный в «Энергию», провёл в команде четыре сезона с перерывом и сыграл более 100 матчей, был капитаном команды. Становился лучшим бомбардиром команды в 1992 году (16 голов) и в 1994 году (14 голов). Завершил профессиональную карьеру в 30-летнем возрасте, выступая за «Кавказкабель», в дальнейшем играл за любительские команды Воронежа.
Окончил Воронежский государственный институт физической культуры. Более 10 лет работал тренером-преподавателем в ДЮСШ «Факел», в том числе тренировал команду 2000 года рождения и побеждал на международном турнире в Италии. Имеет высшую тренерскую категорию и по состоянию на начало 2010-х годов имел тренерскую лицензию «С». Среди его воспитанников — игроки профессиональных команд Владислав Рыжков, Игорь Фатеев, Олег Герасименко, Артём Смирнов. С 2015 года работает тренером молодёжного состава «Факела».